# Arussi Unda
Arussi Unda (Veracruz, 1988) és una advocada i activista feminista mexicana, portaveu de "Las Brujas del Mar" de Veracruz. Va ser nomenada com una de les 100 persones més influents del 2020 per la revista Time. També figura a la llista de les 100 dones de la BBC anunciades el 23 de novembre de 2020.
Va ajudar a organitzar la Vaga feminista del 9 de març de 2020, a Mèxic, per protestar contra els feminicidis i sensibilitzar sobre la creixent violència a què s'enfronten les dones al país. La iniciativa es va llançar amb el lema "El nou no es mou", on es va instar a totes les dones mexicanes a quedar-se a casa i a deixar de treballar com a signe de protesta per visibilitzar la importància del paper de les dones en la societat.